# Jan van Asseliers
Jan van Asseliers també anomenat Johannes Asseliers, (Anvers 1520 o 1522 - Delft 1587 o 1584) va ser un jurista i escrivà dels Estats Generals dels Països Baixos. És conegut com l'autor del decret Plakkaat van Verlatinghe amb el qual es va destituir Felip II de Castella. Va ser promulgat el 26 de juliol del 1581 i signat per Asseliers en nom dels Estats Generals. Aquest text és considerat com la declaració d'independència de la república de les Províncies Unides.
El seu pare Ghislain va ser regidor de la ciutat d'Anvers. Va començar els seus estudis de dret a Lovaina el 1546, que va acabar com a doctor iuris. Després va fer un llarg viatge a el que avui és França, Itàlia i Alemanya. Amb els seus germans va tenir un negoci de joies. El 1566 va succeir a Jacob van Wensebeke com a secretari de l'ajuntament de la ciutat d'Anvers. Tot i ser catòlic, durant la Guerra dels Vuitanta Anys va triar el bandol dels independentistes. El 1577 va ser el diputat del Marquesat d'Anvers als Estats Generals dels quals el 1579 va esdevenir primer escrivà. El 1584 va participar en la delegació que va anar a França per demanar –en va– al rei Enric III si volia reemplaçar Felip II.
La seva casa «De Sieckel» (La Falç) al carrer Venusstraat 17 a Anvers, és un monument llistat.
Obra
- Plakkaat van Verlatinghe (1581)
- Historia Belgicorum Tumultuum a discessu Philippi II usque ad obitum Francisci Valesii, Ducis Alenconii (en llatí), juny 1584. (Història dels tumults «belgues»[6] des de la destitució de Felip II fins a la mort de Francesc de Valois)